# The Boxer
The Boxer – folk rockowa ballada, napisana przez Paula Simona w 1968 roku. Piosenka po raz pierwszy nagrana została przez duet Simon & Garfunkel. Singiel z utworem dotarł do miejsca 7. na amerykańskiej liście Billboard Hot 100. Później kompozycja znalazła się na ich ostatnim albumie studyjnym Bridge over Troubled Water, gdzie zostało umieszczone także nagranie „Baby Driver” ze strony B singla.

## Wersja oryginalna
„The Boxer” jest znany szczególnie z płaczliwego refrenu, gdzie wokalista śpiewa melodię „lie-la-lie”, przy akompaniamencie mocno rozbrzmiewującą perkusją (efekt gry Hala Blaine’a), a także z fingerpickingu, techniki granej tu przez Simona i gitarzystę Freda Cartera. Magazyn Rolling Stone umieścił balladę na miejscu 106. na liście 500. najlepszych utworów wszech czasów.

## Wersja Boba Dylana
Piosenka została zaaranżowana przez Boba Dylana, nagrana została przez niego na dwóch sesjach marcowych i jednej kwietniowej w 1970 r. i wydana na albumie Self Portrait w czerwcu 1970 r.

### Historia i charakter utworu
Utwór ten rozpoczął być nagrywany na czwartej sesji do albumu, na początku marca 1970 r. Innymi piosenkami pochodzącymi z tej sesji były: „All the Tired Horses” i „Wigwam”. Powstało wtedy tylko wokalne nagranie piosenki. 5 marca (sesja 7) Dylan z zupełnie nieznanych powodów dokonał overdubbingu ścieżki wokalnej piosenki. Jest to pierwszy wypadek w jego karierze i niezwykle rzadki. Sesje od 8 do 14 były instrumentalnymi sesjami overdubbingowymi, które odbywały się bez obecności Dylana i jakiejkolwiek ingerencji z jego strony.
Piosenka ta została skomponowana przez Paula Simona w okresie od lata do grudnia 1968 r. Przeznaczona była do filmu Roda Serlinga Requiem for a Heavyweight. Film opisywał dziwne życie samotnika żyjącego na marginesie społeczeństwa. W biografii zespołu Simon and Garfunkel Paul Simon twierdzi, że słowa do pierwszej zwrotki powstały równolegle z muzyką.
W tej samej książce Kingston odnotowuje fakt, iż pojawiły się plotki, że „The Boxer” opisuje życie Boba Dylana. Oczywiście są tu pewne paralele, jednak mogłyby one być zgodne właściwie z życiem każdego człowieka.
Sam Paul powiedział, że piosenka być może jest autobiograficzna, i jest to dla niego zaskakujące.
Dylan wykonywał tę piosenkę podczas wspólnego tournée z Paulem Simonem w połowie 1999 r., kiedy nawzajem przychodzili jak goście na swoje koncerty.

### Muzycy
Sesja 3
- Bob Dylan – gitara, harmonijka, wokal, pianino

sesje overdubbingowe
 ; Sesja dziewiąta
- Fred Carter, Jr. – gitara

 ; Sesja trzynasta
- Charlie McCoy – gitara basowa, marimba
- Kenneth Buttrey – perkusja

## Wykonania piosenki przez innych artystów
- Paul Simon – Paul Simon’s Concert in Central Park (1991)
- Paul Butterfield Blues Band – Live (1971)
- Emmylou Harris – Roses in the Snow (1980)
- Joan Baez – European Tour (1981)
- Waylon Jennings – Right for the Time (1996)
- Mumford & Sons – Babel (2012)